# Vojkovice nad Ohří
Vojkovice (deutsch Wickwitz) ist eine Gemeinde in Tschechien. Sie liegt sechs Kilometer östlich von Ostrov nad Ohří und gehört zum Okres Karlovy Vary.

## Geographie

### Lage
Vojkovice befindet sich am nordwestlichen Fuße des Duppauer Gebirges im Tal der Eger unterhalb der Einmündung der Bystřice. Nach Westen breitet sich das Falkenauer Becken aus, im Norden liegt das Erzgebirge. Nordöstlich erhebt sich der Berg Travná (Grassberg, 827 m). Im Osten grenzt die Gemeinde an den Truppenübungsplatz Hradiště.
Nachbarorte sind Damice und Horní Hrad im Norden, Stráž nad Ohří im Nordosten, Jakubov im Osten, Velichov im Süden, Radošov im Südwesten, Mořičov und Ostrov nad Ohří im Westen sowie Květnová und Ovčárna im Nordwesten.
Die früher östlich gelegenen Dörfer Olšenice (Olschnitz) und Tocov (Totzau) wie auch im Südosten Petrov (Petersdorf) und Lipoltov (Lappersdorf) wurden bei der Errichtung des Militärgebietes geräumt und zerstört.

### Gemeindegliederung
Die Gemeinde Vojkovice besteht aus den Ortsteilen Jakubov (Jokes) und Vojkovice (Wickwitz), die zugleich auch Katastralbezirke bilden. Grundsiedlungseinheiten sind Jakubov, Nový Svět und Vojkovice. Zu Vojkovice gehören außerdem die Ansiedlungen Hradiště (Burgstadtl), Jakšovy Domky (Gakschhäuseln), Mlýn Na Ohří (Egermühle)  und V Olšinkách (Erletzgraben).

### Nachbarorte
|                         | Krásný Les (Schönwald)                      | Stráž nad Ohří (Warta)      |
| Ostrov (Schlackenwerth) | Kompassrose, die auf Nachbargemeinden zeigt | Truppenübungsplatz Hradiště |
|                         | Velichov (Welchau)                          |                             |

## Geschichte
Die erste urkundliche Erwähnung des Dorfes erfolgte im Jahre 1088. 1226 wurde Vojkovice als Teil des Gaues Zettlitz unter die Verwaltung der Burg Elbogen gestellt. Pfarrort war Velichov.
Ab 1850 bildete Wickwitz eine politische Gemeinde im Bezirk Sankt Joachimsthal. Zwischen 1870 und 1873 errichtete die Buschtěhrader Eisenbahngesellschaft (BEB) entlang der Eger und der Wistritz die Strecke von Komotau nach Eger, mit der Wickwitz einen Bahnanschluss erhielt. 1890 lebten in Wickwitz 435 Menschen. 1895 wurde die auf Initiative von Heinrich Mattoni vom Burgstadtlberg durch das Egertal bis zu dessen Mineralwasserquelle und dem Kurort Sauerbrunn an der Mündung des Lamnitzbaches angelegte Lokalbahnstrecke Wickwitz–Gießhübl-Sauerbrunn in Betrieb genommen. 
1930 hatte die Gemeinde 770 Einwohner. Infolge des Münchner Abkommens wurde sie 1938 dem Deutschen Reich angeschlossen. 1939 lebten in Wickwitz 714 Menschen. Von 1938 bis 1945 war Wickwitz Teil des deutschen Landkreises Sankt Joachimsthal und kam nach dem Ende des Zweiten Weltkrieges zur Tschechoslowakei zurück. Von 1949 bis 1960 gehörte die Gemeinde zum Okres Karlovy Vary-okolí und seit 1961 zum Okres Karlovy Vary. 1961 wurde Jakubov eingemeindet. In den 1990er Jahren erfolgte die Stilllegung der Bahnstrecke Vojkovice–Kysibl-Kyselka.

## Sehenswürdigkeiten
- Sühnekreuz in Jakubov
- Sandgrube, errichtet in den 1960er Jahren für den Ausbau des Flughafens Karlsbad
- Egermühle bei Jakubov
- Burgstall Hradiště, linksseitig über der Eger bei der Mündung der Bystřice